# Ulrich Rechenbach
Ulrich Rechenbach (* 29. Mai 1982) ist ein deutscher Schauspieler.

## Leben
Ulrich Rechenbach wuchs im Rheinland auf. Von 2004 bis 2008 studierte er Schauspiel an der Universität Mozarteum in Salzburg. Bereits während des Studiums war er in Produktionen des Salzburger Landestheaters zu sehen. 
2007 trat er sein erstes Engagement am Hans Otto Theater in Potsdam an. Dort spielte er u. a. in der Uraufführung von Die Satanischen Verse nach dem Roman von Salman Rushdie, „Lysander“ in Shakespeares Ein Sommernachtstraum und die Rolle des „Mortimer“ in Friedrich Schillers Maria Stuart. Zusammen mit Angelica Domröse, Winfried Glatzeder und Friederike Walke stand er in dem Stück Filumena Marturano auf der Bühne und übernahm die Rolle des „Jascha“ in Der Kirschgarten von Anton Pawlowitsch Tschechow.
Danach ging er ans Theater & Philharmonie Thüringen und spielte u. a. in Friedrich Hebbels Die Nibelungen sowie in Gerhart Hauptmanns Einsame Menschen am Theater Gera.
Ab der Spielzeit 2010/2011 war Rechenbach Mitglied des Schauspielensembles am Theater Augsburg. Seinen ersten Auftritt hatte er dort in Nis-Momme Stockmanns Kein Schiff wird kommen. Außerdem spielte er in Maria Magdalena nach Hebbel und übernahm die Rolle des Raben „Abraxas“ aus Otfried Preußlers Die kleine Hexe. 2012 spielte er den „Hugo“ in Heike Franks vielgelobter Inszenierung von Jean-Paul Sartres Die schmutzigen Hände.  
2014 wechselte er ans Staatstheater Wiesbaden, arbeitet aber weiterhin als Gast in Augsburg.
Parallel zu seiner Arbeit am Theater spielte Rechenbach auch in einigen Film- und Fernsehproduktionen mit. Für seine Hauptrolle in Hans Steinbichlers Autistic Disco wurde er 2007 für den Förderpreis Deutscher Film in der Kategorie Bester Männlicher Darsteller beim Filmfest München nominiert.

## Theatrografie (Auswahl)
- 2006: Preparadise Sorry Now, Mozarteum Salzburg
- 2006: Macbeth, Landestheater Salzburg
- 2006: Draußen tobt die Dunkelziffer, Mozarteum Salzburg
- 2007: Die Exzesse, Mozarteum Salzburg
- 2007: Die Reise von Klaus und Edith durch den Schacht zum Mittelpunkt der Erde, Mozarteum Salzburg
- 2008: Ein Sommernachtstraum, Hans Otto Theater Potsdam
- 2008: Maria Stuart, Hans Otto Theater Potsdam
- 2008: Filumena Maturano, Hans Otto Theater Potsdam
- 2009: Eine deutsche Revolution, Hans Otto Theater Potsdam[7]
- 2009: Dantons Tod, Hans Otto Theater Potsdam[7]
- 2009: Die Nibelungen, Theater & Philharmonie Thüringen
- 2010: norway.today, Theater & Philharmonie Thüringen
- 2010: Einsame Menschen, Theater Gera
- 2010: Kein Schiff wird kommen, Theater Augsburg
- 2010: Die Kleine Hexe, Theater Augsburg
- 2011: Maria Magdalena, Theater Augsburg
- 2012: Die schmutzigen Hände, Theater Augsburg
- 2012: Die neuen Leiden des jungen Werther, Theater Augsburg
- 2013: Hair, Theater Augsburg
- 2013: Die Bekenntnisse der Marion Krotowski, Theater Augsburg
- 2014: Verrücktes Blut, Theater Augsburg
- 2015: Die lächerliche Finsternis, Staatstheater Wiesbaden

## Filmografie
- 2007: Autistic Disco
- 2009: heute hier (Kurzfilm)
- 2011: Der Badeanzug (Kurzfilm)